# オリンピア (ロンドン)

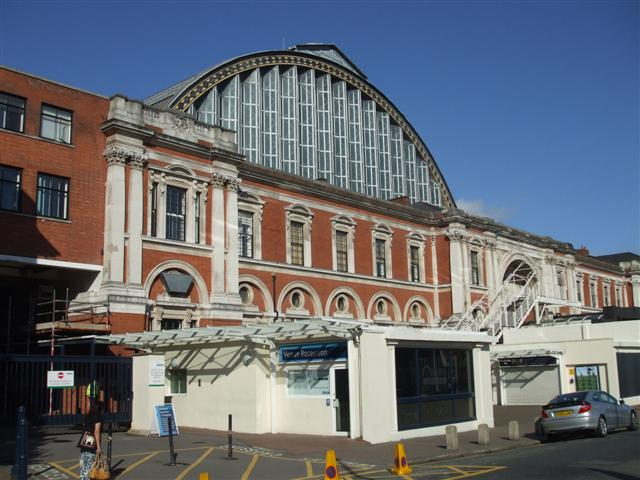
建物外観

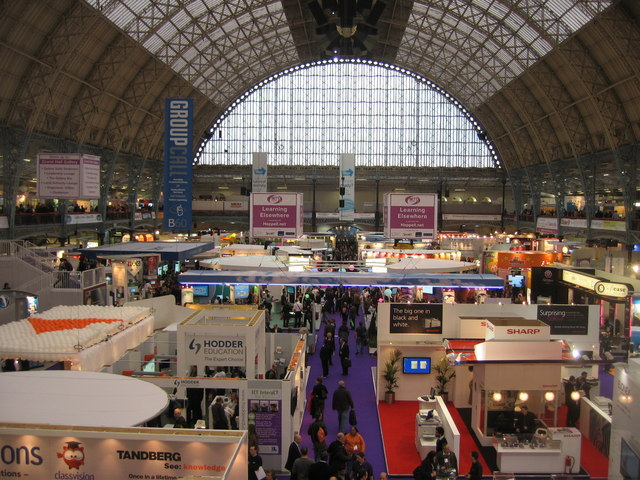
2009年に開催された教育展示会

オリンピア(Olympia) は、ロンドンのウエスト・ケンジントンにある見本市会場である。19世紀に建てられ、元はNational Agricultural Hallと呼ばれていた。
1885年 、ダービーのアンドリュー・ハンディサイドによって建てられた。敷地面積は4エーカーである。大広間は450フィート×250フィートで王国最大の鉄とガラスで出来た覆われた建造物と言われる。1900年代オリンピアはロイヤルトーナメントが開催された。
現在は3つの展示ホールがありオリンピアグランドホールとして知られる(19,325m² 2階)とオリンピア・ナショナル・ホール(8,730m²)とオリンピア2 (7,850m² 3階)である。アールズ・コート・エキシビション・センターと共に"EC&O Venues"が設備を運営する。
地下鉄の最寄駅はケンジントン・オリンピア駅である。

## 催し物

### 定期的
- BBC Good Food London BBC Haymarket Exhibitions Show - 毎年11月に開催
- Olympia London 国際ホースショウ
- BETT, The Educational Technology Show 毎年1月に開催
- InfoSecurity Europe Reed Exhibitions Show - 4月に開催
- Storage Expo Reed Exhibitions Show - 通常は9月か10月に開催
- Unified Communications Expo Imago 通信ショウ - 通常は3月か4月に開催
- VoIP for Business Imago 通信ショウ - 通常は3月か4月に開催
- Visual Communications Expo Imago 通信ショウ - 通常は3月か4月に開催

### その他
- 英国国際モーターショーは1905年から1936年までオリンピアで毎年開催された。[2][3]
- 1999年、ミス・ワールド決勝が行われた[4]。